# Битва при Суипаче
Битва при Суипаче (исп. Batalla de Suipacha) произошла 7 ноября 1810 года в Боливии во время Войны за независимость Боливии между испанской колониальной армией и республиканскими войсками, отправленными Первой хунтой из Буэнос-Айреса. В то время Боливия была известна как Верхнее Перу. Это было первое решительное поражение роялистов от республиканских войск. Битва произошла в 25 км (16 миль) к юго-востоку от Туписы, недалеко от небольшого городка Суипача, на берегу реки Суипача в провинции Южный Чичас (департамент Потоси, в современной Боливии).

## Предыстория
Более раннее восстание в Верхнем Перу в 1809 году было подавлено роялистскими силами под командованием генералов Висенте Ньето и Хосе де Кордова-и-Рохаса, в результате чего регион оказался под твердым контролем испанцев. После Майской революции 1810 года республиканцы отправили экспедиционную армию во главе с Антонио Гонсалесом Балькарсе в Верхнее Перу с миссией провести разведку региона. Отправившись из Буэнос-Айреса, её ряды пополнялись по пути за счет присоединившихся к маршу добровольцев. Среди них была группа гаучо во главе с Мартином Мигелем де Гуэмесом, который впоследствии сыграл ключевую роль в южной революции. К тому времени, как экспедиция достигла Верхнего Перу, она насчитывала 600 человек с 10 полевыми орудиями.

## Ход сражения
После более раннего сражения при Котагаите 27 октября, в котором они были отбиты, республиканские силы отступили и заняли позицию на южном берегу реки Суипача, вокруг небольшого города Назарено. Получив подкрепление, роялисты атаковали эту позицию с 800 человеками и 2 полевыми орудиями, но были разбиты, когда республиканцы контратаковали их левый фланг. Впоследствии республиканцы смогли атаковать лагерь роялистов и заставить общее отступление. Бой длился всего 30 минут. За победой также последовало всеобщее восстание в Верхнем Перу, которое привело к захвату и казни испанского губернатора Франсиско де Паулы Санса в Потоси. Генералы-роялисты Висенте Ньето и Хосе де Кордова-и-Рохас также были расстреляны. Затем республиканская армия продолжила продвижение на север к реке Десагуадеро.

## Последствия
Победа при Суипаче оказала сильное влияние на моральный дух, что проявилось в празднованиях в Потоси 10 ноября и в Буэнос-Айресе, где хунта разрешила всем бойцам носить нарукавную повязку с надписью «La patria a los vencedores de Tupiza» (родина победителей при Туписе). С политической точки зрения битва была решающей, поскольку она надолго закрепила гегемонию революционных сил над большей частью бывшего вице-королевства Рио-де-ла-Плата.